# A csodálatos Pókember (film, 2012)
A csodálatos pókember (eredeti cím: The Amazing Spider-Man) 2012-ben bemutatott amerikai film, amely Marc Webb rendezésében az eredeti Marvel képregény alapján készült. Újraindítása a Pókember-filmsorozatnak, a gimnazista címszereplő eredettörténetét, szuperhőssé válását meséli el. Főszereplői Andrew Garfield (Social Network – A közösségi háló) Peter Parker, vagyis Pókember szerepében, Emma Stone (Zombieland) Gwen Stacy szerepében, és Rhys Ifans (Hannibal ébredése, Garfield 2.) Dr. Curtis Connors szerepében.
A film ötlete 2010-ben merült fel, miután a csak tervezetben lévő Pókember 4 fejlesztését megszakították, ezzel véget vetve Sam Raimi Pókember-filmsorozatának, amelynek főbb szerepeit Tobey Maguire, Kirsten Dunst és James Franco játszották. A Sony Pictures Entertainment ezután jelentette be, hogy újraindítják a sorozatot, és A csodálatos pókember premierdátumaként 2012 júliusát jelölték meg. A forgatókönyvet James Vanderbilt írta, majd Alvin Sargent és Steve Kloves fejlesztették tovább és változtatták meg ott, ahol szükségesnek vélték. Az előkészületek során rengeteg színészt hallgattak meg Peter Parker és Gwen Stacy szerepére, míg végül Garfieldot és Stone-t választották ki. A tényleges forgatás a merőben új RED Epic kamerákkal 2010 decemberében vette kezdetét, Los Angelesben, azután rövidesen New Yorkban folytatódott. A film 2011 áprilisában lépett az utómunkálati fázisba, a zeneszerző, James Horner ekkor komponálta meg a filmzenét.
A Sony Entertainment marketingjének fő vonalát egy promóciós, képes internetes honlap és három teljes hosszúságú mozi előzetes adták, rengeteg elővetítés mellett. Ún. vírusmarketinget is bevetettek, és a Beenox fejlesztésében elkészítették a videójátékos adaptációt. A film premierje június 13-án, 2012-ben, Tokióban (Japánban) volt, az Amerikai Egyesült Államokban 2012. július harmadikán került a mozikba 3D és IMAX 3D formátumokban. A magyarországi premier ugyanebben az évben, július 12-én volt, és 3D, valamint IMAX 3D formátumokban volt megtekinthető, a hagyományos 2D-s verzió mellett. A kritikák többségében pozitívak voltak, a Rotten Tomatoes-on 74%-ot ért el. Bejelentették a folytatást is, amelynek premierdátumaként 2014 május másodikát adták meg.

## Cselekmény
A film legelső jelenete jelentősen korábban játszódik, mint a többi: a gyermek Peter Parker egy igen zűrös éjszakájába nyerhetünk bepillantást. Szüleinek menekülnie kell, fiukat ezért Ben bácsikájára és May nénikéjére bízzák. Ezután már a jelenben játszódó jelenetek következnek. Peternek a Midtown Középiskola kissé visszahúzódó diákjaként el kell viselnie néhány verést és megaláztatást az iskola nagyhangú, erőszakos diákjától, Flash Thompsontól. Ezután figyel fel az osztályába járó Gwen Stacyre, és a lány megtetszik neki.
Miután hazaér, Peter rábukkan apja régi irattáskájára, melyben annak kutatásairól talál dokumentumokat. A füzetek, jegyzetek egy fajkeresztezéssel, biogenetikával kapcsolatos munka részleteit tartalmazzák. Peter megtudja, hogy apja régi munkatársa, a félkarú Dr. Curt Connors az OsCorpan dolgozik, így – illegalitásban – bejut a hatalmas cég főépületébe. Van alkalma találkozni Dr. Connorsszal, és ezután, nyomozása közben egy titkos laboratóriumban csípi meg a génmanipulált, radioaktív pók, melynek későbbi, híressé vált képességeit köszönheti. A hazafelé tartó metró kocsijában fedezi fel újdonsült adottságait: azon képességét, hogy képes a plafonon és a falon is mászni, hatalmas fizikai erejét, villámgyors, emberfeletti reflexeit és a pókösztönét, mely figyelmezteti baj esetén.
Eleinte önös célokra használja fel képességeit, például visszavág Flash Tompsonnak a megaláztatásokért. Eközben darabjaira töri az iskolai kosárpalánkot, és miután mind az igazgató, mind Ben bácsikája leteremtik őt, végre van egy kis lehetősége Gwen Stacyvel beszélni. Randevút beszélnek meg. Peter ellátogat Dr. Connors otthonába is, ahol megmutatja neki apja titkos képletét. A doktor elhívja őt az OsCorpba, hogy gyík DNS-t felhasználva képesek legyenek a háromlábú egér, Freddie negyedik lábának visszanövesztésére. A kísérlet remekül zárul, de Peter este későn ér haza, s ezért bácsikája leteremti őt. Peter a szülei, és különösen apja felett érzett bizonytalansága, valamint az új képességeiből adódó zavartsága miatt összeveszik bácsikájával és nénikéjével. Elmegy hazulról, bácsikája pedig a nyomába ered. Peter egy boltban pitiáner tolvajjal fut össze, azonban nem akadályozza meg őt a rablásban, sőt, miután a bolt tulajdonosa az üldözésére indul, meg sem próbálja megállítani a bűnözőt. Percekkel később a tolvaj lelövi Ben bácsit, és Petert erős bosszúvágy keríti hatalmába. Ennek hatására üldözni kezdi a kisebb bűnözőket, hogy megtalálja a gyilkost.
Közben vörös-kék, fejre simuló maszkot és ruhát készít magának, illetve az OsCorpból rendelt hálópatronok segítségével kifejleszti saját hálóvetőjét. Ezzel képes hosszú, akár több száz méteres, vékony, de rendkívül erős hálófonalak kilövésére. A szerkezet segítségével megtanul hálóhintázni Manhattan felhőkarcolói között.
Csakhamar híressé válik a városban, emberek tömegei válnak rajongóivá, persze titkos személyazonosságát továbbra is megtartja. Ténykedése a rendőrségnek is szemet szúr, és a rendőr-főkapitány, George Stacy (Gwen Stacy édesapja) nyomozást indít utána. Véleménye szerint Pókember nem más, mint egy bűnöző, aki sajátos, őrült elveket vall, éppen ezért mielőbb el akarja fogni.
Gwen vacsorára hívja otthonába Petert, ahol a fiú kissé összeszólalkozik Stacy kapitánnyal Pókember miatt. Vitájuk során ébred rá, hogy valójában nem is hős, tényleg nem igazságosztó, csupán keresi bácsikája gyilkosát, mint valami megszállott. Rájön, hogy képességeit jóra is használhatja, és az ez utáni jelenetekben már valóban álarcos jótevőként tevékenykedik. Az erkélyen megcsókolja Gwent, és elmondja neki titkát.
Eközben Dr. Connors a gyíkszérum fejlesztésén dolgozik, de Dr. Ratha, az OsCorp egyik nagytisztű alkalmazottja arra utasítja, hogy most azonnal tesztelje a szérumot embereken, különben felettesük, a cég igazgatója, Norman Osborn meg fog halni a betegségben, amely ledöntötte lábáról. Connors nem vállalja a felelősséget, és megtagadja az utasítást, mondván, hogy a szérum még fejlesztésre szorul, és az emberi mellékhatásai teljesen ismeretlenek. Dr. Ratha ezért kirúgja őt, és elindul a veteránkórházba, hogy egy átverés keretében tesztelje a szérumot. Connors, hogy helyzetét és a veteránkórház betegeit mentse, magán próbálja ki a szert. Magával viszi az anyagot és a csatornában alakítja ki laboratóriumát. A szer hatására valóban kinő a karja, de egész teste átalakul, óriási, emberszerű gyíkká változik át. Ettől kezdve azon kísérletezik, hogy minél tökéletesebb legyen az átváltozás. Elméje egyre inkább elsötétül, végül hasadt tudatú őrült lesz belőle, aki ugyan azt teszi, ami szerinte helyes, és emberi formájában megmarad szerény, jóindulatú tudósnak. Arra készül, hogy az egész várost megfertőzze a tökéletesített gyíkszérummal, így létrehozva a tökéletes fajt, hiszen gyík formájában még lőtt sebei is begyógyulnak, roppant erős és ellenálló, nincs többé szüksége sem szemüvegre, sem gyógyszerekre.
Ez idő alatt Stacy kapitány teljes körözést ad ki Pókember ellen, és egy tévés tájékoztató keretében elmondja, hogy hamarosan letartóztatják őt. Peter többször harcba keveredik a Gyíkkal, először egy hídon, ahol megmenti Dr. Rathát és egy kisfiút. Másodszorra a csatornában ütközik meg vele, harca azonban nem bizonyul olyan szerencsésnek, mert megsérül, és a Gyík megtudja, ki rejlik a Pókember-álarc alatt. Ezután az iskolában csapnak össze, jelentős kárt téve a berendezésben. Peter a csatornában járva rálel Connors laborjára és megtudja őrült tervét, ezért Gwent az OsCorp épületébe küldi, hogy ellenszert állítson elő, mellyel megszüntethetők a gyíkszérum hatásai.
A fináléban a Gyík a Ganali gépet felhasználva, az OsCorp tetejéről akarja megvalósítani tervét. A Ganali gép képes bármiféle szérumot nagy nyomáson permetté alakítani, amelyet a levegőben szétküldve egy egész várost képes a hatása alá vonni. Peter pókruhát ölt, és a nyomába ered, de elkapják a rendőrök. Stacy kapitány lerántja róla a maszkot, Peter azonban meggyőzi őt, hogy engedje tovább menni, mert csak ő képes megállítani a Gyíkot, és mert Gwen is az OsCorp épületében van. A kapitány megenyhül és tovább engedi, de az egyik rendőr a parancs ellenére rálő. Pókember komoly bajban van, hiszen rengeteg erőt és vért vesztett, valamint fél lábát nélkülözve képtelen épületeket mászni, sőt, még hálóvetője is szükségtelennek bizonyul, mert legyengült állapotában nem tudja irányítani magát a lengés közben. Épületekre nem tudja hát hálóját vetni – de egy darukezelő riadóztatja egész csapatát, és hatalmas, építkezésekkor használt daruikat az utca fölé irányítják, hogy Pókember akadályok nélkül, gyorsan juthasson el az OsCorpig.
Pókember egy látványos és intenzív jelenet során végül eljut az OsCorpig, hálólengése közben látja meg, hogy a darukezelő annak a fiúnak az apja, akit a hídon megmentett a haláltól. A Gyíkkal vívott harca közben Stacy kapitány is a segítségére lesz, de meghal a Gyíkkal való összecsapás után, és a Gyík Pókember hálóvetőit is szétroncsolja. Peternek sikerül azonban az ellenszérumra kicserélnie a gyíkszérumot, így a Ganali gép azt lövi ki a levegőbe.
Peter megígéri a haldokló Stacy kapitánynak, hogy Gwen érdekében kihagyja a lányt a Pókemberes ügyeiből, és ezért a temetés után szakít vele. May néni azonban meggyőzi, hogy butaságot tesz, hiszen ő az egyik legjobb ember, akit ismer, és az utolsó jelenetben, az iskolában a fiú odasúgja Gwennek, hogy megszegi az ígéretét.
A stáblista alatt (ahogyan a többi Marvel-filmben is) van egy plusz, extra jelenet. Ebben Connorst láthatjuk, amint egy rejtélyes alakkal beszélget az elmegyógyintézetben, ahová küldték. A titokzatos férfi azt kérdi tőle, hogy elmondta-e a fiúnak, Peternek az igazságot az apjáról, mire Connors azt feleli, hogy nem, és hogy a fiút hagyja békén.

## Szereplők
| Szerep | Színész                      | Magyar hang      |
| --- | ---------------------------- | ---------------- |
| Peter Parker / Pókember: Egy visszahúzódó, nem túl népszerű diák a Midtown Középiskolában. Szülei kiskorában elhagyták. Majd megcsípte egy mutáns pók és ettől pókszerű képességet kapott.                                             | Andrew Garfield              | Molnár Levente   |
| Peter Parker / Pókember: Egy visszahúzódó, nem túl népszerű diák a Midtown Középiskolában. Szülei kiskorában elhagyták. Majd megcsípte egy mutáns pók és ettől pókszerű képességet kapott.                                             | Max Charles (5 évesen)       | N/A              |
| Gwen Stacy: A Midtown Középiskola tanulója és Peter Parker szerelmének tárgya. Intelligens, éles eszű, lázadozó szellemű lány, aki főgyakornok az OsCorpnál.                                                                           | Emma Stone                   | Parti Nóra       |
| Dr. Curt Connors / A Gyík: Az OsCorp egyik vezető tudósa, aki fajkeresztezés útján próbálja meg visszanöveszteni az elveszített emberi végtagokat. A szérum azonban komoly mellékhatásokkal jár, és szörnyeteggé változtatja Connorst. | Rhys Ifans                   | Schnell Ádám     |
| George Stacy kapitány: Gwen apja és a New York-i Rendőrség főkapitánya, aki Pókembert és a Gyíkot is üldözi. | Denis Leary                  | Mihályi Győző    |
| Ben bácsi: Peter nagybátyja. | Martin Sheen                 | Szersén Gyula    |
| May néni: Ben Parker felesége és Peter nagynénje. | Sally Field                  | Kovács Nóra      |
| Dr. Rajit Ratha: Az OsCorp egyik alkalmazottja, az említett – de nem megjelenő – Norman Osborn alatt dolgozik. Dr. Connors közvetlen felettese.                                                                                        | Irfán Khán                   | R. Kárpáti Péter |
| Richard Parker: Peter eltűnt apja és volt tudós az OsCorpnál. | Campbell Scott               | Jakab Csaba      |
| Mary Parker: Peter eltűnt anyja. | Embeth Davidtz               | N/A              |
| Flash Thompson: Peter iskolai nemezise, többször piszkálja vagy megveri. | Chris Zylka                  | Gacsal Ádám      |
| Jack apja | C. Thomas Howell             | Seszták Szabolcs |
| Rendőr | James Chen                   | Seszták Szabolcs |
| Jack | Jake Kieffer                 | N/A              |
| Helen Stacy: Gwen anyja. | Kari Coleman                 | N/A              |
| Bolti eladós srác | Michael Barra                | Minárovits Péter |
| Miss Ritter: Peter tanára. | Barbara Eve Harris           | Kocsis Mariann   |
| Iskolai könyvtáros | Stan Lee                     |                  |
| Rendőr a fantomképpel | Ty Upshaw                    | Juhász György    |
| Gustav Fiers: Titokzatos idegen, aki Dr. Connorssal beszélget a börtönben. | Michael Massee (cameoszerep) | Tarján Péter     |

## Témák

### Peter Parker/Pókember
A rendező, Marc Webb így foglalta össze a filmet: „egy fiú története, aki az apja titkai után kutat, de végül a saját azonosságára lel”. Ő is és Andrew Garfield is valaki megközelíthetetlen, különc személyiségként gondoltak Peter Parkerre. Az eredeti képregények szemüveges, gyenge fizikumú, de nagy elméjű fiúként mutatják be, és éppen ezzel próbálták meg növelni kívülállóságát. Garfield azt mondta, a mai internetes névtelenségből merített ihletet a szerep eljátszásához, hiszen az internetet használó ember érzi az erőt, amivel játszik, de kiléte mindvégig rejtve marad. Szerinte Parker árva mivolta csak erősebbé teszi a jellemét, és mindent összevetve Pókember tulajdonképpen nem más, mint a jóság, a jó szimbóluma, egy roppantul inspiráló szereplő. Persze nehéz jónak lenni, de megéri, és éppen ebben áll Pókember varázsa. Rhys Ifans a Hamlethez hasonlította a filmet az alapján, hogy mindkettő sokszor megfilmesíthető és újra előadható történet, állandó erkölcsi értékekkel, ráadásul mindkettőnek a főszereplője egy fiatal férfi, aki az apja után kutat.

### Gwen Stacy
Emma Stone úgy írta le a karakterét, mint egy tudományokért rajongó, céltudatos lány, aki szereti a családját és a végletekig ellenőrizve van az apja által. Szerinte Peter Parkernek egyfajta stabilitást nyújt Gwen Stacy karaktere, egy olyan légkört, amelyben nem kell az eltűnt szülőkre, sem a nevelőszülőkre gondolni, ráadásul a lelki-fizikai bensőségen túl mind a két szereplő szereti a tudományokat. Gwen tulajdonképpen vívódik apja és Peter között, mert mind a ketten mást vallanak az igazságosságról, és ezt a dolgot felfedezni, valamint játékában visszaadni remek kihívás volt Emma Stone számára.

### Dr. Connors/a Gyík
Webb úgy érezte, hogy a Gyík megfelelő gonosz volt a filmben, mert akárcsak Peternek a szülei, neki is hiányzik valamije: a karja. Ez a szál végigkíséri a filmet, így tulajdonképpen nem tudjuk teljesen elítélni Connorst szörnyű tettei miatt. Rhys Ifans szerint ő egy sokkal inkább jóindulatú karakter, aki szörnyű hibát vét, és nem egy Joker-féle főgonosz. „Semmiféle értelemben nem gonoszt játszom. Connors úgy érzi, hogy az Isten megcsalta őt, ezért válaszokat keres a tudomány területén. Aztán Isten közbeavatkozik.”

### A végső összecsapás helyszíne
Az OsCorp cég főépülete egy hatalmas torony, mely több szempontból is fontos a történetben. Petert itt csípi meg a pók, itt fejlesztik ki a gyíkszérumot – itt is használják először –, ráadásul a végső harc is itt folyik. Webb kifejtette, hogy az OsCorp Torony sarkalatos eleme az új film mitológiájának. Tetszett neki az ötlet, hogy Petert vonzza az épület, és azt mondta róla, hogy „egyfajta Bábel tornya Manhattan szívében, mely körül sötét és meghatározó dolgok folynak”.

## A film készítése

### Előzmények
A 2007-ben mozikba került Pókember 3. után a Sony Pictures Entertainment nem sokkal be is jelentette a következő Pókember-film premierjének dátumát, amelyben szintén Tobey Maguire játszotta volna a címszerepet és akárcsak az előzőek, Sam Raimi rendezésében készült volna el: 2011 május ötödike lett kihirdetve. A forgatókönyvírók (James Vanderbilt, David Lindsay-Abaire, Alvin Sargent és Gary Ross) már készen álltak különböző szkript változatokkal. A főgonosz szerepében John Malkovich játszhatott volna. Azután minden előjel nélkül, 2010. január 14-én a Sony Pictures és a Marvel Studios szerződésben megegyeztek, hogy újraindítják a sorozatot, teljesen új szereplőgárdával (Avi Arad, Matt Tolmach és Laura Ziskin továbbra is a filmkészítők csapatában maradtak.). Az okok, amiért a Pókember 4 végül nem készült el, a színészek követelései, a kreativitás hiánya és az egyre közelgő premierdátum voltak.

### Előkészületek
Steve Kloves forgatókönyvíró átírta és helyenként kijavította Sargent korábbi szkriptjét. Megemlítette, hogy „nagyon akartam volna Emma Stone-nak írni a szerepet, mert szeretek nőknek szerepet írni, és különösen szeretem Emmát”. Ezenfelül külön Andrew Garfield számára is módosított néhány dialógust. 2011 áprilisában Paul Feig is a csapatba került, néhány középiskolai jelenettel bővítette a forgatókönyvet. Napokkal Raimi és csapata távozásának bejelentése után a stúdió Marc Webbet jelölte ki rendezőül, akinek előző és első filmje, az 500 nap nyár romantikus vígjáték volt. Tolmach, aki jelenleg a Columbia Picture igazgatója, és Amy Pascal társigazgató olyan rendezőt kerestek, aki képesnek látszott Peter Parker életének hihető megjelenítésére. Webb ezt mondta: „Az elején kicsit szkeptikus voltam – érezni lehet az előző filmek jelenlétét. De azután meggondoltam magam: >»Hogy lennél képes itt hagyni ezt a projektet? Hiszen hatalmas lehetőség!«”. Webb úgy érezte, a Pókember sokban különbözik a Harry Potter sorozattól, sokkal inkább olyan, mint a James Bond filmek, mert rengeteg hozzájuk kötődő karakter és történet vár a széles vásznon való megjelenítésre. A filmet nem remake-ként írta le: „nem Sam filmjét akarjuk újra leforgatni. Ez egy másik világ, másik történet, más karakterekkel”.

### Szereplőválogatás
2010 májusában a The Hollywood Reporter című magazin közölte le a hírt, hogy néhány színész találkozott Marc Webb rendezővel, akik esélyesek lehetnek a címszereplő eljátszására: ők Jamie Bell, Alden Ehrenreich, Frank Dillane, Andrew Garfield és Josh Hutcherson voltak. A következő hónapban a Los Angeles Times bejelentette, hogy a lista bővült Aaron Taylor-Johnson és Anton Yelchin nevével. Végül Bell, Ehrenreich, Garfield, Yelchin, Logan Lerman és Michael Anganaro jutottak el addig a szintig, hogy tesztfelvételeket csináltak a szereplésükkel. 2010. július elsején jelentették be, hogy a szerepet Garfield kapta meg. Webb azt állította, hogy akkor érezte meg, hogy Garfield a legalkalmasabb, amikor Gwen Stacy karakterét igyekezte lecsillapítani.
A Sony ezek után meghallgatásokat tartott a fiatal Peter Parker szerepére. Olyasvalakit kerestek, aki kinézetében hasonlít Garfield-ra. Webb az ehhez kapcsolódó jelenetre azt mondta, „Már láttuk a Pókember történetét, de Peter Parkerét nem”.
Az eredeti tervek szerint Gwen Stacy mellett Mary Jane Watson is felbukkant volna, mint Peter szerelmének tárgya, de végül a The Wrap című internetes honlap közölte, hogy csak Gwen fog megjelenni a filmben. 2010 augusztusában rengeteg színésznőt hallgattak meg a szerepre (köztük volt például Imogen Poots, Ophelia Lovibond és Lilly Collins), végül Emma Stone bizonyult a legalkalmasabbnak. Később a filmbéli szerelmespár között igazi románc bontakozott ki.

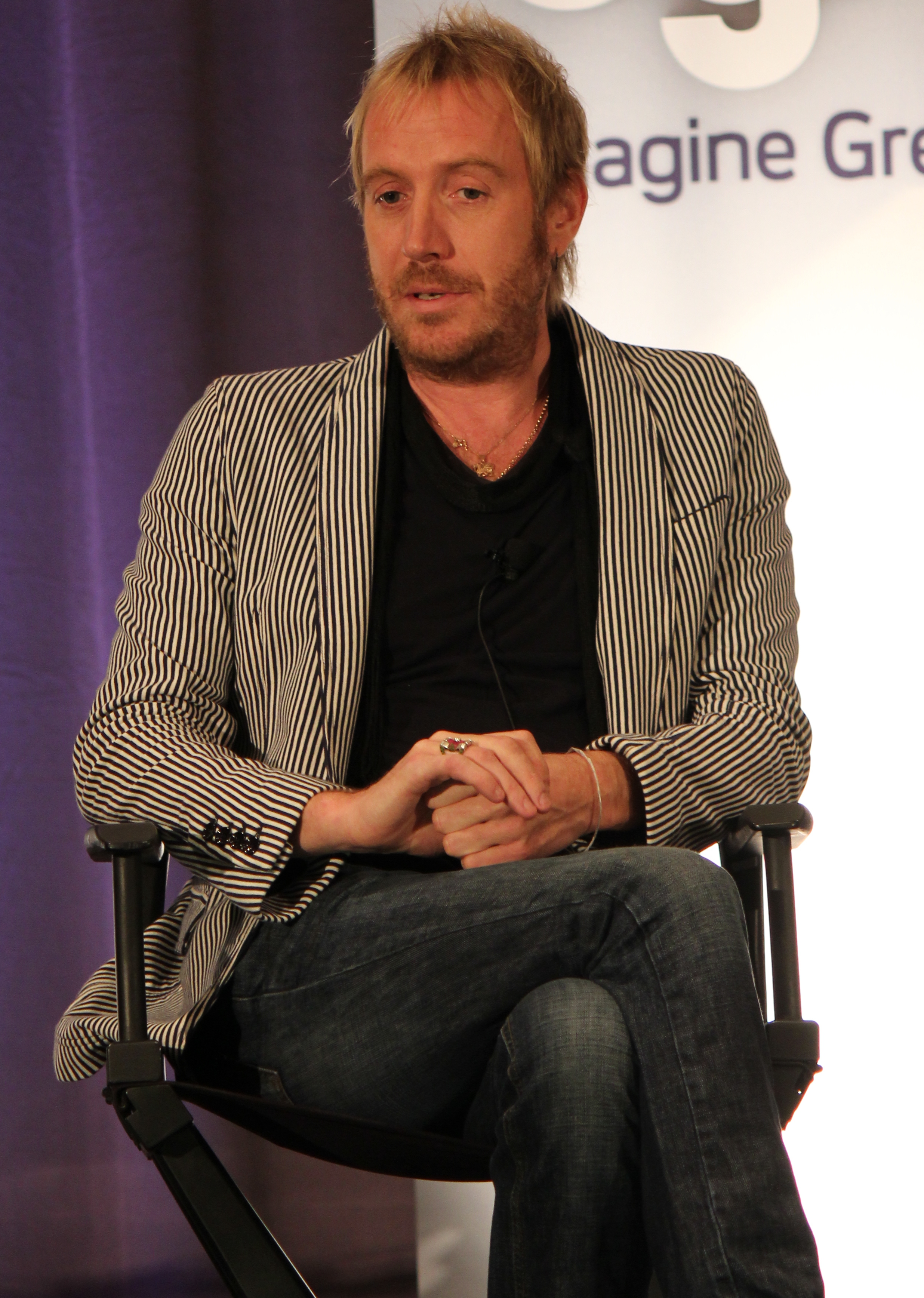
Dr. Connors szerepében Rhys Ifans

2010. október 11-én Rhys Ifans nevét jelentettek be az akkor még ismeretlen főgonosz szerepére, majd két nappal később kiderült, hogy Dr. Curtis Connorst, vagy más néven a Gyíkot fogja játszani. Avi Arad producer bevallotta, hogy a Gyík a kedvenc Pókember-béli főgonosza, és már régóta akarta, hogy leforgathassák a szerepét. Mielőtt még maga a döntés megszületett volna, hogy a Gyík lesz az ellenfél, Arad már elkészített néhány tervezeti rajzot a karakter kinézetéről.
2010 novemberében Martin Sheen lett bejelentve, mint Ben bácsi, majd Sally Field May néniként. Ugyanebben a hónapban derült fény rá, hogy Denis Leary fog George Stacy főkapitány szerepébe bújni. 2010 decemberében Campbell Scott és Julianne Nicholson nevei merültek fel, mint Peter szülei, azután az édesanya szerepét végül Embeth Davidtz játszotta el. Irfán Khán eredetileg egy képregénybeli, kevésbé ismert főgonoszt, Nels Van Addert játszhatott volna el, de azután Dr. Ratha került a karakter helyébe. Annie Parisse játszotta volna eredetileg Connors feleségét, Miles Elliot pedig a fiát, Billy Connorst, de a film végső változatában ők nem jelentek meg.

### Tervezés
Webb úgy érezte, felelősséggel tartozik, hogy a Pókembert hitelesen, reális módon jelenítse meg a nagyképernyőn, ami komoly kihívás volt, hiszen mégiscsak egy szuperhős filmről van szó. Webb tanulmányozta Mark Bagley képregény-rajzoló munkáit Pókemberről, és az Ultimate Spider-Man képregénybeli rajzai nagyon elnyerték a tetszését. Az egyik legfontosabb változtatás a korábbi filmekhez képest az volt, hogy visszatértek az eredeti képregény füzetekhez, és úgy döntöttek, Pókember hálóvetőit fogja használni a hálók lövéséhez. Geoff Boucher író nehezményezte a dolgot, szerinte nehezen elhihető, hogy egy pénzügyileg hátrányos helyzetű fiatal fiú képes legyen olyan kifinomult és apró szerkezet készítésére, amely nagy nyomás hatására szintetikus hálót lő ki. Mások is hangot adtak szkepticizmusuknak, de Webb szerint „a hálóvetők jelképezik Peter intellektusát”. Webb figyelmet fordított a realitásra is, és mások véleményét is kikérte azzal kapcsolatosan, hogy vajon egy fiú hogyan készítené el a szerkezeteket. Az új pókruhával kapcsolatosan Webb elmagyarázta, hogy a stábtagok „egy olyan tervezetet akartak, amely sokkal hosszabbá és karcsúbbá teszi a viselőjét, egy akrobataszerű, fürge valakivé, és a pók lábaival [a ruha mellkas részén található pókemblémával] ezt érzékeltettük”. Több ruhát is készítettek a különböző megvilágítások miatt, és a hálós vonalakat sötétebbre színezték. Webb szerint „a kosztümmel és a hálóvetőkkel azt akartuk érzékeltetni, hogy ezeket valóban Peter Parker csinálta”.
Míg Webb pár elemet átemelt az Ultimate Spider-Man képregény-sorozatból, addig Gwen Stacynek hagyományos formáját tartotta meg az Ultimate-beli punkosabb helyett.
A Gyík kinézete is az eredeti, 1960-as évek-beli formát követte, szemben a híresebbé vált formával: a szörnyeteg pofája sokkal jobban hasonlít egy emberére, mint egy gyíkéra. Ezzel sokkal könnyebben kifejezhetőek voltak Rhys Ifans érzelmei, ami szintén Webb döntése volt.

### Forgatás
A forgatás 2010. december 6-án, Los Angelesben vette kezdetét. A 90 napos forgatás során a stáb két hetet New Yorkban töltött. Az U.S. Customs House-ban forgatták a rendőrkapitányságon játszódó jeleneteket, míg Gwen és családja lakásául egy közönséges apartman szolgált. A Fuller Place-en álló sorházak egyikében vették fel Ben és May Parker házának jeleneteit. Egy hálólengéses, intenzív jelenetet, amelyben Pókember először használja igazán hálóvetőt, a harlemi Riverside Drive Viaductnak nevezett híd alatt vettek fel. Az East River tengerszoroson átívelő Williamsburg Bridge szolgál az egyik jelentős akciójelenet helyszínéül, nevezetesen ahhoz, amelyben Pókember először ütközik meg a Gyíkban és megmenti a darus, Ray kisfiát. Természetesen csaknem lehetetlen lett volna az igazi hídon felvenni a jelenetet, ezért a stáb felépített egy 50 méter hosszú, élethű szeletet a hídból Los Angelesben, néhány közeli snittet pedig egy New York-i hangtéren vettek fel. Abban a pár másodpercet, amelyben a Gyík autókat dobál le a hídról, hidraulikát vetettek be, amely mozgatta és a levegőbe lökte a járműveket.
A film az első hollywoodi produkció volt, amit a Red Digital Cinema Camera Company RED Epic kameráival forgattak, 3D-ben, 5K-s felbontásban. John Schwartzman operatőr szerint ezek nélkül a kamerák nélkül szinte lehetetlen lett volna leforgatni az intenzívebb, mozgalmas jeleneteket. A kamerák levegőben való mozgatásához rudakat és huzalokat használtak.
A kaszkadőrök csapatában az Armstrong család volt benn (Vic Armstrong és Andy Armstrong), valamint Richard Norton, aki egy SWAT kommandós csapat tagját játszotta. Andy Armstrong volt a kaszkadőrök irányítója, míg Vic Armstrong a statisztákért felelt. Hogy megállapítsák, vajon Pókember hogyan leng a hálójával, Andy levideózta, ahogy egy olimpiai tornász egy vízszintes rúdon pördül át. Andy megjegyezte, hogy a korábbi Pókember filmekben Pókember ugyanazzal a sebességgel suhan a lengés, hintázás egészében, holott ez egyáltalán nem reális. A valóságban végig gyorsulna, mígnem eléri a lengés végét, ahol el kell eresztenie a hálót, és itt a gravitációs hatásoknak köszönhetően egy pillanatra súlytalanná válik, hogy belekezdjen a következő lengésbe. Vic úgy érezte, hogy Pókember mozgása sokkal inkább Tarzanéra, mint Supermenére vagy Vasemberére, főleg a súlytalanság és a lendülő, nem folyamatos mozgás miatt. Az előző filmekből hiányzott a Pókember testére nehezedő fizikai nyomás, ezt ebben a filmben pótolták. A Riverside Drive Viaduct nevű híd alatt napokon át építettek azt a rudakból és huzalokból álló szerkezetet, melynek segítségével a kaszkadőr úgy hálóhintázhatott az alant elsuhanó kocsik között, mint Pókember. Ennek a lényege az volt, hogy a realitások talaján maradjanak, tehát hogy ne számítógépekkel animált képeket használjanak, hanem valós, igazi felvételeket. Maga Garfield is részt vett néhány intenzív jelenet forgatásában, hiszen, ahogyan Avi Arad producer is megjegyzi: „Andrew nem csak egy briliáns színész, de mellesleg sportember is. Ez lehetőséget adott nekünk, hogy olyan dolgokat vigyünk végbe, amit más színésszel lehetetlennek tartottunk volna”. Néhány megjelent forgatási fotón láthatjuk, ahogy Garfield orrában zsebkendők vannak, hogy elállítsák az egyik rosszul sikerült mutatvány miatti orrvérzést.

### Speciális effektusok
A 3ality Technica nevű céget bízták meg a 3D-s forgatáshoz szükséges felszerelésekkel. A 3ality technológia segítségével a filmet teljes egészében 3D-s formátumban vehették fel, mindenféle konvertáló utómunka nélkül. Webb ki akarta használni a 3D lehetőségeit, ezért néhány elemet külön ezért tett bele a filmbe, jobban átélhetővé téve azt. Ugyanakkor nem akarta, hogy ez az élmény, a film minőségének rovására menjen.
A Gyík elkészítésén egész csapatnyi ember munkálkodott. Kidolgozták a testfelépítését – izmait, biológiáját, mindent, melynek segítségével könnyebben és élethűbben jeleníthették meg. Azokban a jelenetekben, amelyekben a Gyík hatalmas termetével fut vagy harcol, egy Big Johnnak becézett nagytermetű ember állt a helyébe, speciális ruhát viselve, amely által sokkal nagyobbnak hatott, és segítette a CGI-szakemberek munkáját. Rhys Ifans motion capture technológiával „gyíkosított” arca került végül a modell fejére, amely folyamatot Webb nehéz kihívásnak tekintett. A teremtmény bőrének megalkotásához különféle gyíkfajok pikkelylenyomatát vették alapul.
Pókember és a Gyík iskolai harcánál a jelenet olykor megkívánta, hogy egy egész iskolai folyosót lemodellezzenek, így néhány snittben az egész kép digitális volt, beleértve a fényeket, a harc közben összeroncsolódó iskolai fémszekrényeket, a port, magát a két szereplőt. A folyamat a helyszín modellezésével kezdődött, és a rendező utasításai alapján ezután készítették el a harci koreográfiát, úgy, hogy könnyen követhető, de látványos és izgalmas legyen. A csatornában játszódó harci jelenet nagy része is számítógépes grafikával készült. Amikor Pókember hálót sző, hogy pók módjára csapdába ejtse a Gyíkot, komputerekkel készítették el a háló vékony, erős fonalait, de maga a környezet és a főszereplő valóságosak voltak. A Gyík megjelenésekor az egész kép teljesen digitálisra vált. Amikor a harc a víz alatt folytatódik, több rétegnyi sarat adtak hozzá az effektekhez, és külön szemcserészecskéket animáló programokat vetettek be, hogy a csatorna falairól leverődő kosz élethű legyen. Rengeteg szemetet is lemodelleztek, például üvegpalackokat és papírgalacsinokat.
Pókember digitális hálólengéséhez nem csak a realitást, de a képregényhez való hűséget is szem előtt tartották. A szuperhős a Marvel képregények legkönnyebben felismerhető, legikonikusabb alakja, tipikus, híressé vált pózok jellemzőek rá, mint a hálólengés közben felhúzott, megfeszített láb, a meghajló törzs. A film ilyeneket is tartalmaz. Abban a jelenetben, amelyben a sérült Pókember hálóhintázik keresztül az utcán az OsCorp épületéig, nem csak a szereplőt, de a környező épületeket is digitálisan készítették, sőt, a lent elsuhanó autókat, embertömegeket, lámpákat és az éjszakai égbolt felhőit is.
2012 februárjában a filmen számtalan digitális változtatás történt Vancouverben, a Sony Pictures Imageworks révén.

### Filmzene
James Horner komponálta meg a filmzenét, amely végül csaknem 1 óra 17 perc hosszúságú lett. Amikor Webb először hallotta felcsendülni a dallamokat, így írta le őket: „elképesztő”. Azt mondta, hogy olyan zeneszerzőt akart, aki képes mind a karakter nagyságát, mind intimitását belecsempészni a zeneszámokba, és Horner ebben nagyon jónak bizonyult. Az album 20 zeneszámot tartalmaz. A film egy Phantom Planet számot is magában foglal, a Big Brat címűt, és a Coldplay egyik száma is megjelenik benne, a ’Til Kingdom Come. Peter ebben a jelenetben méri fel új képességeit.

## Megjelenés
Habár az általános premierdátum 2012 július harmadika volt, bizonyos országokban, például Indiában korábban került bemutatásra a film. Európában először június 28-án láthatták a nézők széles vásznon.

### Bevétel
A film 242 053 000 dollár bevételre tett szert az Egyesült Államokban, míg világviszonylatban 654 753 000 dollárt kaszált (2012 július 29).
Észak-Amerikában körülbelül 7,5 millió dollárt kaszált az első, éjféli vetítések során, 3150 mozi adatait összeszámolva, melyek közül 300 IMAX felszereltséggel bírt. A nyitónapon rekordot állított fel: megelőzte az eddigi, keddi bevétel csúcsát birtokló Transformerst, 35 millió dolláros jövedelemmel a Transformers 27,9 milliós értékével szemben. Holott ezek után sem esett drasztikusan a bevétel, mégsem ért el olyan jó bevételeket, mint a korábbi Pókember filmek, a Columbia Picturesnél azt mondták, „az újraindított filmsorozatok világában ez egy bámulatos siker minden értelemben”. Például mind a Batman:Kezdődik!, mind az X-Men: Az elsők hatnapos nyitóbevételét jelentősen felülmúlta. Második, amerikai hétvégéjén alul maradt a Jégkorszak 4. – Vándorló kontinens című animációs filmmel szemben, és a következő hétvégén a harmadik helyre csúszott, mert a ranglista élére A sötét lovag – Felemelkedés került.
Amerikán kívül is jó eredményeket ért el, különösen az ázsiai országokban. Indiában 6 millió dolláros nyitóbevétele volt, amely az eddigi legjobb eredmény hollywoodi produkciótól az országban. Indonéziában is hasonló sikereket könyvelhetett el, legjobb európai nyitóbevételét azonban az Egyesült Királyságban érte el, itt 18,1 millió dollárral nyitott, ami nagyjából a Pókember 3. nyitóbevételével egyenlő.

### Kritikai fogadtatás
2012. július 17-ikéig a Rotten Tomatoes nevű filmes honlap 74%-ra értékelte a filmet 254 szavazat alapján, amelyek átlaga 6,7 volt a 10 pontból. A kritikai összefoglaló így hangzott: „a jól kiválasztott színészeknek és a biztos kezű rendezésnek köszönhetően A csodálatos Pókember képes elvarázsolni, annak ellenére, hogy nem egy jelenete visszaköszön a 2002-es Pókemberből”. Az IMDb-n 7,6 pontot értel a 10-ből 93.256 szavazó voksa alapján július 28-ikáig. A Metacritic-en a film 66%-ot ért el július ötödikéig, a kritikák többsége pozitív volt. A CinemaScore nézőközönsége „A-”-ra értékelte.

## Egyéb
A videójáték-változat 2012. június 26-án jelent meg a film címével megegyező néven. A Beenox nevű cég készítette, akik a korábbi évek Pókember-játékaiért voltak felelősek. A játék PC-re, Xbox 360-ra, PlayStation 3-ra, Wii-re, Nintendo DS-re és Nintendo 3DS-re jelent meg. Története szerint a film eseményei után játszódik, és amellett, hogy a játékos szabadon ugrálhat és hálóhintázhat Manhattan utcáin, a küldetések egy génsebészeti vírus elterjedésének megfékezésére buzdítják Pókembert. A Sony és a Gameloft egy mobiltelefonos játékot dolgoztak ki, a Sky Vegas nevű honlap kaszinójátékot készített.
A filmen alapuló képregény 2012 júniusában jelent meg „Amazing Spider-Man: The Movie #1-2” címmel, Tom Cohen író és Neil Edwards rajzoló munkája nyomán. A filmzenei album július harmadikán jelent meg a Sony Classical kiadásában.

## Fordítás
- Ez a szócikk részben vagy egészben  a   The_Amazing_Spider-Man_(2012_film) című angol Wikipédia-szócikk fordításán alapul.  Az eredeti cikk szerkesztőit annak laptörténete sorolja fel. Ez a jelzés csupán a megfogalmazás eredetét és a szerzői jogokat jelzi, nem szolgál a cikkben szereplő információk forrásmegjelöléseként.